# Japan Nuclear Fuel Ltd.
La compagnie Japan Nuclear Fuel Limited (日本原燃, Nihon gennen, abrégé en JNFL) est une entreprise japonaise publique qui a pour mission de développer les technologies du cycle du combustible nucléaire dans un contexte d'utilisation pacifique de l'énergie nucléaire.

## Historique
Crée sous le nom de Japan Nuclear Fuel Service Limited le 1er mars 1980, elle prend son nom actuel de Japan Nuclear Fuel Industry Limited. (en abrégé JNFL) le 22 janvier 1992.
En mars 2007, elle s'associe à Orano (à l'époque "Areva"), Washington Group International (en) et BWX Technologies, Inc (en) dans le cadre d'une International Nuclear Recycling Alliance pour répondre aux perspectives de marché avec le département de l'Énergie des États-Unis. Ce consortium signe le 1er octobre 2007 un contrat avec le département de l'Énergie étudier le développement aux États-Unis d'une usine de traitement des combustibles nucléaires usés et d'un réacteur nucléaire de génération avancée pour les recycler. NFL apportera son expérience acquise sur l'usine de Rokkasho Mura et mènera les études de sûreté de l'unité de traitement.
En 2008, la JNFL voit ses chiffres baisser pour la première fois depuis 5 ans. Le chiffre d'affaires de la société a baissé de 27,7 Md¥ (166 M€) pour arriver à 290,3Md¥ (1,7 Md€) et ses bénéfices ont chuté de 8,3Md¥ (50 M€) pour descendre à 19,6 Md¥ (117 M€). Deux raisons : l’arrêt de son usine d’enrichissement dont les centrifugeuses sont en cours de changement, et la faible quantité de combustibles usés arrivant à Rokkasho.[Quoi ?]

## Activités
Elle est spécialisée dans le traitement des combustibles nucléaires civils usés ainsi que des programmes japonais d’enrichissement de l'uranium (activité très variable, allant de 29 tonnes d'UA en 1993 jusqu'à un pic de 197 t. en 2003), d’entreposage et de stockage des déchets radioactifs, et de fabrication de combustible MOX (autorisation accordée en avril 2005 pour une usine dans le village d'Aomori) (Préfecture d'Aomori) dans le nord de l'île d'Honshū.

### Usine de retraitement de Rokkasho

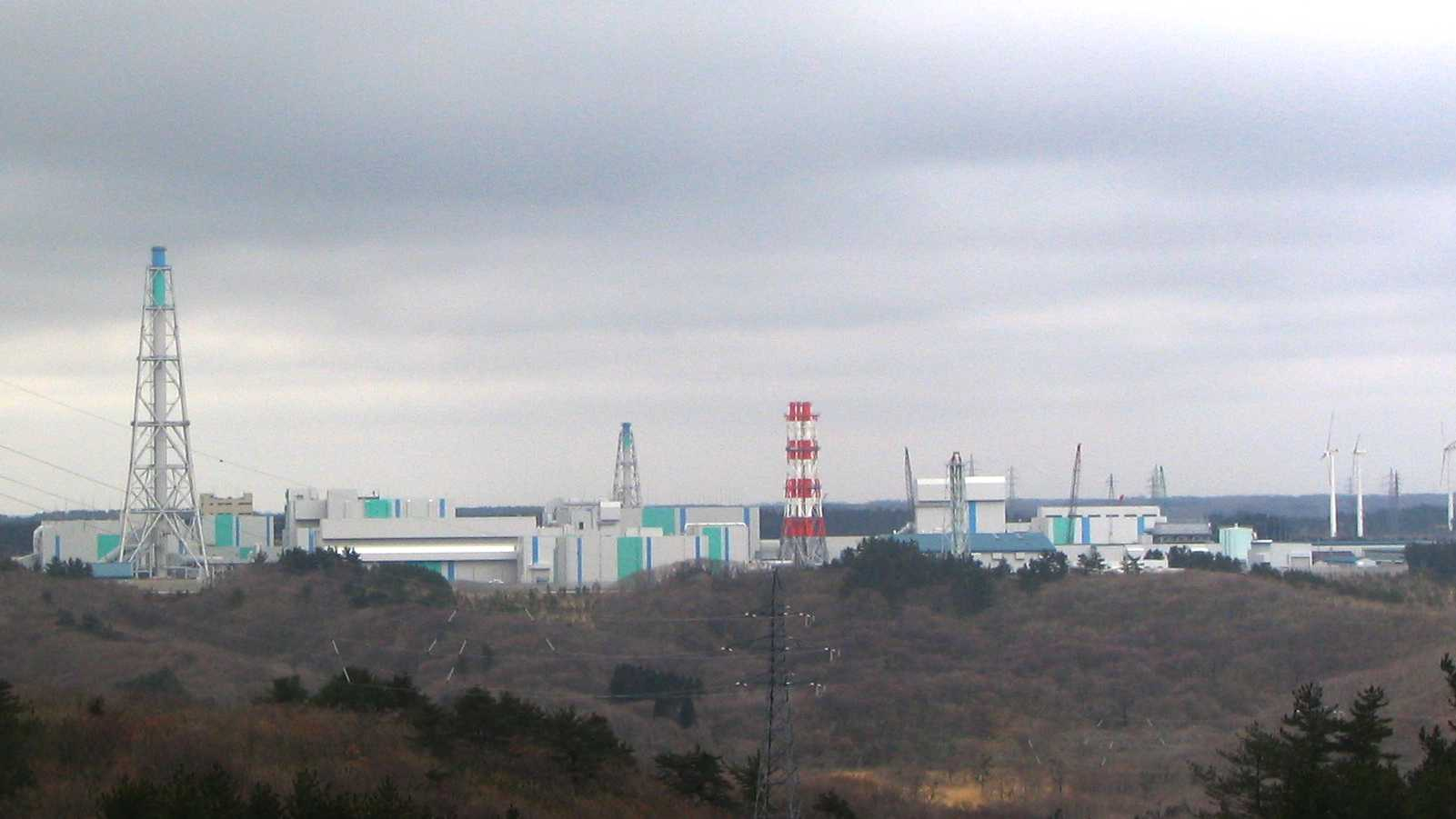
L'usine de traitement de Rokkasho en 2007.

Dans l'usine nucléaire de Rokkasho (préfecture d'Aomori), JNFL conduit depuis 2002 les essais pour la mise en service prochaine de son usine de traitement du combustible nucléaire usé japonais  (六ヶ所村核燃料再処理施設, Rokkasho Kakunenryō Saishori Shisetsu) dont la construction a commencé le 28 avril 1993. Inspirée de l'usine de retraitement de la Hague et construite en partenariat entre le groupe nucléaire français Orano, Il y met en œuvre les technologies de traitement parmi les plus avancées dans des ateliers soumis aux contrôles de l’Agence internationale de l'énergie atomique.
L’ensemble du cycle du combustible nucléaire est ainsi regroupé sur quelques kilomètres carrés avec une usine d’enrichissement d’uranium, un centre de stockage des déchets radioactifs et cette usine de retraitement des combustibles usés.
Après de multiples retards et un coût de 20 milliards de dollars américains, le triple du budget annoncé au début du projet, l'usine devait entrer en service en octobre 2010 mais n'est en 2012 toujours pas opérationnelle. Il est prévu qu'une usine spécifique de fabrication de combustible MOX doit être construite à proximité par la JNFL.
Le site de 70 hectares sert actuellement au stockage de produits radioactifs.
En 2010, l'usine d'enrichissement de Rokkasho comprend 38 bâtiments sur une surface de 3 800 000 m2. Sa capacité maximale de retraitement est de 800 tonnes de plutonium ou de 8 tonnes d'uranium par an. Sa capacité quotidienne maximale est de 4,8 t de plutonium. Sa capacité de stockage est de 30 tonnes de plutonium soit 1 440 colis vitrifiés.

### Entrée au capital d’Orano
Le 26 février 2018, Japan Nuclear Fuel Limited et Mitsubishi Heavy Industries, Ltd. (MHI) ont réalisé l’augmentation de capital d’Orano pour un montant total de 500 millions d’euros, conformément à des accords signés en mars 2017, dans le cadre du plan de recapitalisation du groupe
Cette concrétisation des accords fait suite à la cession, au 31 décembre 2017, du contrôle majoritaire de Framatome (anciennement New NP) par Areva SA à EDF, et à la levée des conditions réglementaires relatives à l’entrée au capital des deux investisseurs japonais. 
Au terme de cette opération – qui elle-même suit un premier apport de 2,5 milliards d’euros, par l’Etat français, en juillet 2017-, JNFL et MHI détiennent chacun 5 % du capital d’Orano. Le reste du capital est réparti entre l’Etat français (45,2 %), le CEA (4,8 %) et AREVA SA (40 %).

## Homologues étrangers
- Allemagne
  - DBE : Deutsche Gesellschaft zum Bau und Betrieb von Endlagern für Abfallstoffe mbH
  - BfS : Bundesamt für Strahlenschutz
- Belgique
  - ONDRAF : Organisme national des déchets radioactifs et des matières fissiles enrichies.
  - SCK•CEN : Centre d'étude de l'énergie nucléaire
- Canada
  - NWMO : Nuclear Waste Management Organization
  - OPG : Ontario Power Generation (principal producteur)
- Chine
  - CNNC  : China National Nuclear Corporation
- Corée du Sud :
  - KEPCO  : Korean Electric Power Corporation
  - KAERI  : Korea Atomic Energy Research Institute
- Espagne
  - ENRESA : Empresa Nacional de Residuos Radioactivos
- États-Unis
  - US-DOE  : département de l'Énergie des États-Unis
  - OCRWM : Office of Civilian Radioactive Waste Management
- France :
  - Agence nationale pour la gestion des déchets radioactifs
- Finlande
  - POSIVA OY : Expertise on nuclear waste management
- Grande-Bretagne
  - BNFL : British Nuclear Fuel Limited
  - NIREX : Responsible Environmental Management for Radioactive Waste
- Italie
  - ENEA : Ente per le Nuove tecnologie, l’Energia el’Ambiante
- Japon
  - JNFL : Japan Nuclear Fuel Ltd.
  - NUMO : Nuclear Waste Management Organization of Japan
  - RWMC : Radioactive Waste Management funding and research Center
- Suède
  - SKB : Svensk Kärnbränslehantering AB
  - KASAM : Swedish National Council for Nuclear Waste
- Suisse
  - NAGRA (Nationale Genossenschaft für die Lagerung radioaktiver Abfälle) : société coopérative nationale pour le stockage des déchets radioactifs